# Mutua Madrid Open 2024
Mutua Madrid Open 2024 byl tenisový turnaj na profesionálním okruhu mužů ATP Tour a žen WTA Tour, hraný v parku Manzanares. Dvacátý druhý ročník mužského a patnáctý ženského turnaje Madrid Open probíhal mezi 23. dubnem a 5. květnem 2024 ve španělské metropoli Madridu na antukových dvorcích.
Mužský turnaj dotovaný 9 017 445 eury patřil do kategorie ATP Tour Masters 1000. Ženská událost s rozpočtem 7 679 965 eur náležela do kategorie WTA 1000. Nejvýše nasazenými singlisty se staly světová dvojka Jannik Sinner z Itálie a jednička Iga Świąteková z Polska. Jako poslední přímí účastníci do dvouher nastoupili kolumbijský 84. hráč žebříčku Daniel Elahi Galán a americká 72. tenistka světa Taylor Townsendová. V důsledku invaze Ruska na Ukrajinu na konci února 2022 řídící organizace tenisu ATP, WTA a ITF s grandslamy rozhodly, že ruští a běloruští tenisté mohli dále na okruzích startovat, ale do odvolání nikoli pod vlajkami Ruska a Běloruska.
Mužská čtyřhra se stala první soutěží, v níž ATP testovala inovovaná pravidla, s cílem zatraktivnit debl včetně vyššího zapojení singlistů a urychlení průběhu zápasů. Změny se staly terčem kritiky deblových specialistů, z nichž se část do turnaje nekvalifikovala.
Šestnáctý singlový titul na okruhu ATP Tour, a druhý v sérii Masters, vybojoval 26letý Andrej Rubljov, který na turnaj přicestoval se šňůrou tří antukových proher. Poražený finalista Félix Auger-Aliassime se stal vůbec prvním Kanaďanem ve finále antukového Mastersu. Jubilejní dvacátou trofej z dvouhry okruhu WTA Tour si odvezla 22letá Iga Świąteková, která tuto hranici pokořila jako nejmladší tenistka od Wozniacké téhož věku na Kremlin Cupu 2012. V kategorii WTA 1000 si připsala devátou trofej. Na okruhu vyhrála sedmé finále v řadě, přestože v něm odvrátila tři mečboly. Ve světové klasifikaci si upevnila vedení navýšením bodového náskoku.
První Masters ve čtyřhře získali Australan Jordan Thompson s Američanem Sebastianem Kordou, který na túře ATP poprvé ovládl deblovou soutěž. Po skončení se poprvé světovými jedničkami ve čtyřhře stali Marcel Granollers s Horaciem Zeballosem. V ženské čtyřhře zvítězily Cristina Bucșová se Sarou Sorribesovou Tormovou, jež odehrály první společný turnaj. Staly se tak první španělskou dvojicí, jež triumfovala v deblové soutěži Madrid Open.

## Rozdělení bodů a finančních odměn

### Rozdělení bodů
| Soutěž       | Soutěž       | vítězové | finalisté | semifinalisté | čtvrtfinalisté | 16 v kole | 32 v kole | 64 v kole | 96 v kole | Q  | Q2 | Q1 |
| ------------ | ------------ | -------- | --------- | ------------- | -------------- | --------- | --------- | --------- | --------- | -- | -- | -- |
| dvouhra mužů | [ 4 ] [ 16 ] | 1000     | 650       | 400           | 200            | 100       | 50        | 30        | 10        | 20 | 10 | 0  |
| čtyřhra mužů | [ 18 ]       | 1000     | 600       | 360           | 180            | 90        | 0         | —         | —         | —  | —  | —  |
| dvouhra žen  | [ 3 ] [ 19 ] | 1000     | 650       | 390           | 215            | 120       | 65        | 35        | 10        | 30 | 20 | 2  |
| čtyřhra žen  | [ 20 ]       | 1000     | 650       | 390           | 215            | 120       | 10        | —         | —         | —  | —  | —  |

Vysvětlivky
1. 1 2  Nasazení s volným losem obdrželi v případě prohry body za první kolo.[17]
2. ↑  Startující na divokou kartu v případě prohry neobrželi žádné body.[17]

### Finanční odměny
| Soutěž                                  | Soutěž       | vítězové  | finalisté | semifinalisté | čtvrtfinalisté | 16 v kole | 32 v kole | 64 v kole | 96 v kole | Q2       | Q1      |
| --------------------------------------- | ------------ | --------- | --------- | ------------- | -------------- | --------- | --------- | --------- | --------- | -------- | ------- |
| dvouhra mužů                            | [ 4 ] [ 16 ] | 963 225 € | 512 260 € | 284 590 €     | 161 995 €      | 88 440 €  | 51 665 €  | 30 255 €  | 20 360 €  | 11 820 € | 6 130 € |
| dvouhra žen                             | [ 3 ] [ 19 ] | 963 225 € | 512 260 € | 284 590 €     | 161 995 €      | 88 440 €  | 51 665 €  | 30 255 €  | 20 360 €  | 11 820 € | 6 130 € |
| čtyřhra mužů                            | [ 18 ]       | 391 680 € | 207 360 € | 111 360 €     | 55 690 €       | 29 860 €  | 16 320 €  | —         | —         | —        | —       |
| čtyřhra žen                             | [ 20 ]       | 391 680 € | 207 360 € | 111 360 €     | 55 690 €       | 29 860 €  | 16 320 €  | —         | —         | —        | —       |
| ve čtyřhrách jsou částky uvedeny na pár |              |           |           |               |                |           |           |           |           |          |         |

## Dvouhra mužů

### Nasazení
| Stát                          | Hráč                        | ATP | Nasazení |
| ----------------------------- | --------------------------- | --- | -------- |
| Itálie                        | Jannik Sinner               | 2.  | 1.       |
| Španělsko                     | Carlos Alcaraz              | 3.  | 2.       |
|                               | Daniil Medveděv             | 4.  | 3.       |
| Německo                       | Alexander Zverev            | 5.  | 4.       |
| Norsko                        | Casper Ruud                 | 6.  | 5.       |
| Řecko                         | Stefanos Tsitsipas          | 7.  | 6.       |
|                               | Andrej Rubljov              | 8.  | 7.       |
| Polsko                        | Hubert Hurkacz              | 9.  | 8.       |
| Bulharsko                     | Grigor Dimitrov             | 10. | 9.       |
| Austrálie                     | Alex de Minaur              | 11. | 10.      |
| Dánsko                        | Holger Rune                 | 12. | 11.      |
| USA                           | Taylor Fritz                | 13. | 12.      |
| Francie                       | Ugo Humbert                 | 14. | 13.      |
| USA                           | Ben Shelton                 | 15  | 14       |
| USA                           | Tommy Paul                  | 16. | 15.      |
|                               | Karen Chačanov              | 17. | 16.      |
| Kazachstán                    | Alexandr Bublik             | 18. | 17.      |
| Argentina                     | Sebastián Báez              | 19. | 18.      |
| Francie                       | Adrian Mannarino            | 20. | 19       |
| USA                           | Frances Tiafoe              | 21. | 20.      |
| Argentina                     | Francisco Cerúndolo         | 22. | 21.      |
| Chile                         | Nicolás Jarry               | 23. | 22.      |
| Německo                       | Jan-Lennard Struff          | 24. | 23.      |
| Nizozemsko                    | Tallon Griekspoor           | 25. | 24.      |
| USA                           | Sebastian Korda             | 26. | 25.      |
| Argentina                     | Tomás Martín Etcheverry     | 27. | 26.      |
| Španělsko                     | Alejandro Davidovich Fokina | 28. | 27.      |
| Itálie                        | Lorenzo Musetti             | 29. | 28.      |
| Spojené království            | Cameron Norrie              | 30. | 29.      |
| Česko                         | Jiří Lehečka                | 31. | 30.      |
| Francie                       | Arthur Fils                 | 32. | 31.      |
| Austrálie                     | Jordan Thompson             | 33. | 32.      |
| Žebříček ATP k 22. dubnu 2024 |                             |     |          |

### Jiné formy účasti
Následující hráčí obdrželi divokou kartu do hlavní soutěže:
- Zizou Bergs
- Darwin Blanch
- João Fonseca
- Martín Landaluce
- Šang Ťün-čcheng

Následující hráči nastoupili pod žebříčkovou ochranou:
- Rafael Nadal
- Denis Shapovalov

Následující hráči postoupili z kvalifikace:
- Facundo Bagnis
- Richard Gasquet
- Benjamin Hassan
- Lukáš Klein
- Thanasi Kokkinakis
- Aleksandar Kovacevic
- Pablo Llamas Ruiz
- Hamad Medjedović
- Thiago Monteiro
- Corentin Moutet
- Brandon Nakashima
- Albert Ramos-Viñolas

Následující hráč postoupil z kvalifikace jako šťastný poražený:
- Roberto Bautista Agut

### Odhlášení
před zahájením turnaje
- Matteo Berrettini → nahradil jej  Daniel Elahi Galán
- Arthur Cazaux → nahradil jej  Taró Daniel
- Marin Čilić → nahradil jej  Thiago Seyboth Wild
- Laslo Djere → nahradil jej  Arthur Rinderknech
- Novak Djoković → nahradil jej  Luca Van Assche
- Daniel Evans → nahradil jej  Roberto Bautista Agut
- Mackenzie McDonald → nahradil jej  Botic van de Zandschulp
- Andy Murray → nahradil jej  Pedro Cachín

## Mužská čtyřhra

### Nasazení
| Stát                                                                                   | Hráč              | Stát               | Hráč                   | ATP | Nasazení |
| -------------------------------------------------------------------------------------- | ----------------- | ------------------ | ---------------------- | --- | -------- |
| Indie                                                                                  | Rohan Bopanna     | Austrálie          | Matthew Ebden          | 3.  | 1.       |
| Španělsko                                                                              | Marcel Granollers | Argentina          | Horacio Zeballos       | 6.  | 2.       |
| Spojené království                                                                     | Joe Salisbury     | Spojené království | Neal Skupski           | 16. | 3.       |
| Chorvatsko                                                                             | Ivan Dodig        | USA                | Austin Krajicek        | 17. | 4.       |
| Mexiko                                                                                 | Santiago González | Francie            | Édouard Roger-Vasselin | 23. | 5.       |
| Německo                                                                                | Kevin Krawietz    | Německo            | Tim Pütz               | 26. | 6.       |
| Monako                                                                                 | Hugo Nys          | Polsko             | Jan Zieliński          | 37. | 7.       |
| Brazílie                                                                               | Marcelo Melo      | USA                | Rajeev Ram             | 39. | 8.       |
| Belgie                                                                                 | Sander Gillé      | Belgie             | Joran Vliegen          | 42. | 9.       |
| Salvador                                                                               | Marcelo Arévalo   | Chorvatsko         | Mate Pavić             | 45. | 10.      |
| Spojené království                                                                     | Jamie Murray      | Nový Zéland        | Michael Venus          | 51. | 11.      |
| Itálie                                                                                 | Simone Bolelli    | Itálie             | Andrea Vavassori       | 52. | 12.      |
| Argentina                                                                              | Andrés Molteni    | Austrálie          | John Peers             | 53. | 13.      |
| Spojené království                                                                     | Lloyd Glasspool   | Nizozemsko         | Jean-Julien Rojer      | 55. | 14.      |
| USA                                                                                    | Nathaniel Lammons | USA                | Jackson Withrow        | 56. | 15.      |
| Francie                                                                                | Sadio Doumbia     | Francie            | Fabien Reboul          | 65. | 16.      |
| Žebříček ATP k 22. dubnu 2024; číslo je součtem žebříčkového postavení obou členů páru |                   |                    |                        |     |          |

### Jiné formy účasti
Následující páry obdržely divokou kartu:
- Gonzalo Escobar /  Oleksandr Nedověsov
- Nicolas Mahut /  Albano Olivetti
- Petros Tsitsipas /  Stefanos Tsitsipas

Následující páry nastoupily pod žebříčkovou ochranou:
- Alexandr Bublik /  Denis Shapovalov
- Robin Haase /  Fabrice Martin

### Odhlášení
před zahájením turnaje
- Máximo González /  Andrés Molteni → nahradili je  Andrés Molteni /  John Peers
- Wesley Koolhof /  Nikola Mektić → nahradili je  Sadio Doumbia /  Fabien Reboul

## Ženská dvouhra

### Nasazení
| Stát                          | Hráčka                     | WTA | Nasazení |
| ----------------------------- | -------------------------- | --- | -------- |
| Polsko                        | Iga Świąteková             | 1.  | 1.       |
|                               | Aryna Sabalenková          | 2.  | 2.       |
| USA                           | Coco Gauffová              | 3.  | 3.       |
| Kazachstán                    | Jelena Rybakinová          | 4.  | 4.       |
| Řecko                         | Maria Sakkariová           | 6.  | 5.       |
| Čína                          | Čeng Čchin-wen             | 8.  | 6.       |
| Česko                         | Markéta Vondroušová        | 7.  | 7.       |
| Tunisko                       | Ons Džabúrová              | 9.  | 8.       |
| Lotyšsko                      | Jeļena Ostapenková         | 10. | 9.       |
|                               | Darja Kasatkinová          | 11. | 10.      |
| Brazílie                      | Beatriz Haddad Maiová      | 14. | 11.      |
| Itálie                        | Jasmine Paoliniová         | 13. | 12.      |
| USA                           | Danielle Collinsová        | 15. | 13.      |
|                               | Jekatěrina Alexandrovová   | 16. | 14.      |
|                               | Ljudmila Samsonovová       | 17. | 15.      |
| Ukrajina                      | Elina Svitolinová          | 18. | 16.      |
|                               | Veronika Kuděrmetovová     | 19. | 17.      |
| USA                           | Madison Keysová            | 20. | 18.      |
| USA                           | Emma Navarrová             | 23. | 19.      |
|                               | Anastasija Pavljučenkovová | 22. | 20.      |
| Francie                       | Caroline Garciaová         | 24. | 21.      |
| Česko                         | Barbora Krejčíková         | 27. | 22.      |
|                               | Viktoria Azarenková        | 26. | 23.      |
|                               | Anna Kalinská              | 25. | 24.      |
| Ukrajina                      | Marta Kosťuková            | 21. | 25.      |
| Spojené království            | Katie Boulterová           | 28. | 26.      |
| Rumunsko                      | Sorana Cîrsteaová          | 30. | 27.      |
| Belgie                        | Elise Mertensová           | 29. | 28.      |
| Česko                         | Linda Nosková              | 31. | 29.      |
| Ukrajina                      | Anhelina Kalininová        | 32. | 30.      |
| Ukrajina                      | Dajana Jastremská          | 34. | 31.      |
| Kanada                        | Leylah Fernandezová        | 35. | 32.      |
| Žebříček WTA k 15. dubnu 2024 |                            |     |          |

### Jiné formy účasti
Následující hráčky obdržely divokou kartu do hlavní soutěže:
- Amanda Anisimovová
- Alexandra Ealaová
- Brenda Fruhvirtová
- Linda Fruhvirtová
- Victoria Jiménezová Kasintsevová
- Robin Montgomeryová
- Emma Raducanuová
- Caroline Wozniacká

Následující hráčky nastoupily pod žebříčkovou ochranou:
- Paula Badosová
- Irina-Camelia Beguová
- Lauren Davisová
- Naomi Ósakaová
- Shelby Rogersová
- Čang Šuaj

Následující hráčka nastoupila jako náhranice:
- Nadia Podoroská

Následující hráčky postoupily z kvalifikace:
- Emiliana Arangová
- Hailey Baptisteová
- Sára Bejlek
- Jéssica Bouzasová Maneirová
- Jaqueline Cristianová
- Olga Danilovićová
- Harriet Dartová
- Sara Erraniová
- Varvara Gračovová
- María Lourdes Carléová
- Bernarda Peraová
- Laura Siegemundová

Následující hráčky postoupily z kvalifikace jako šťastné poražené:
- Paj Čuo-süan
- Greet Minnenová
- Darja Savilleová

### Odhlášení
před zahájením turnaje
- Amanda Anisimovová → nahradila ji  Cristina Bucșová
- Belinda Bencicová → nahradila ji  Taylor Townsendová
- Marie Bouzková → nahradila ji  Nadia Podoroská
- Petra Kvitová → nahradila ji  Ashlyn Kruegerová
- Petra Martićová → nahradila ji  Greet Minnenová
- Karolína Muchová → nahradila ji  Majar Šarífová
- Diane Parryová → nahradila ji  Nao Hibinová
- Jessica Pegulaová → nahradila ji  Viktorija Tomovová
- Karolína Plíšková → nahradila ji  Darja Savilleová
- Wang Ja-fan → nahradila ji  Paj Čuo-süan

## Ženská čtyřhra

### Nasazení
| Stát                                                                                    | Hráčka                      | Stát      | Hráčka                | WTA | Nasazení |
| --------------------------------------------------------------------------------------- | --------------------------- | --------- | --------------------- | --- | -------- |
| Čínská Tchaj-pej                                                                        | Sie Šu-wej                  | Belgie    | Elise Mertensová      | 3.  | 1.       |
| USA                                                                                     | Nicole Melichar-Martinezová | Austrálie | Ellen Perezová        | 15. | 2.       |
| Nizozemsko                                                                              | Demi Schuursová             | Brazílie  | Luisa Stefaniová      | 21. | 3.       |
| USA                                                                                     | Coco Gauffová               | USA       | Taylor Townsendová    | 29. | 4.       |
| Ukrajina                                                                                | Ljudmyla Kičenoková         | Ukrajina  | Jeļena Ostapenková    | 37. | 5.       |
| Česko                                                                                   | Barbora Krejčíková          | Německo   | Laura Siegemundová    | 39. | 6.       |
| USA                                                                                     | Caroline Dolehideová        | USA       | Desirae Krawczyková   | 45. | 7.       |
| Španělsko                                                                               | Cristina Bucșová            | Španělsko | Sara Sorribes Tormová | 64. | 8.       |
| Žebříček WTA k 22. dubnu 2024; číslo je součtem žebříčkového postavení obou členek páru |                             |           |                       |     |          |

### Jiné formy účasti
Následující páry obdržely divokou kartu:
- Jéssica Bouzasová Maneirová /  Victoria Jiménezová Kasintsevová
- Coco Gauffová /  Taylor Townsendová
- Donna Vekićová /   Jelena Vesninová

Následující pár nastoupil z pozice náhradníka:
- Ingrid Neelová /  Linda Nosková

### Odhlášení
před zahájením turnaje
- Leylah Fernandezová /  Arantxa Rusová → nahradily je  Ingrid Neelová /  Linda Nosková

## Přehled finále

### Mužská dvouhra
- Andrej Rubljov vs.  Félix Auger-Aliassime, 4–6, 7–5, 7–5

### Ženská dvouhra
- Iga Świąteková vs.   Aryna Sabalenková, 7–5, 4–6, 7–6(9–7)

### Mužská čtyřhra
- Sebastian Korda /  Jordan Thompson vs.  Ariel Behar /  Adam Pavlásek, 6–3, 7–6(9–7)

### Ženská čtyřhra
- Cristina Bucșová /  Sara Sorribesová Tormová vs.  Barbora Krejčíková /  Laura Siegemundová, 6–0, 6–2